# Michael Gitlin
Michael Gitlin es un escultor contemporáneo sudafricano, nacido el año 1943 en Ciudad del Cabo.